# Comuna Stroești, Vâlcea
Stroești este o comună în județul Vâlcea, Oltenia, România, formată din satele Cireșu, Dianu, Obrocești, Pojogi-Cerna și Stroești (reședința).

## Demografie
Componența etnică a comunei Stroești
     Români (92,34%)
     Alte etnii (0%)
     Necunoscută (7,66%)
Componența confesională a comunei Stroești
     Ortodocși (90,5%)
     Alte religii (0,68%)
     Necunoscută (8,82%)
Conform recensământului efectuat în 2021, populația comunei Stroești se ridică la 2.336 de locuitori, în scădere față de recensământul anterior din 2011, când fuseseră înregistrați 2.809 locuitori. Majoritatea locuitorilor sunt români (92,34%), iar pentru 7,66% nu se cunoaște apartenența etnică. Din punct de vedere confesional, majoritatea locuitorilor sunt ortodocși (90,5%), iar pentru 8,82% nu se cunoaște apartenența confesională.

## Politică și administrație
Comuna Stroești este administrată de un primar și un consiliu local compus din 11 consilieri. Primarul, Toma Ciolacu[*], de la Partidul Social Democrat, este în funcție din 2016. Începând cu alegerile locale din 2024, consiliul local are următoarea componență pe partide politice:
|  | Partid                          | Consilieri | Componența Consiliului | Componența Consiliului | Componența Consiliului | Componența Consiliului | Componența Consiliului |
|  | ------------------------------- | ---------- | ---------------------- | ---------------------- | ---------------------- | ---------------------- | ---------------------- |
|  | Partidul Social Democrat        | 5          |                        |                        |                        |                        |                        |
|  | Alianța pentru Unirea Românilor | 2          |                        |                        |                        |                        |                        |
|  | Partidul Național Liberal       | 2          |                        |                        |                        |                        |                        |
|  | Forța Dreptei                   | 2          |                        |                        |                        |                        |                        |

## Vezi și
- Biserica de lemn din Cireșu, Vâlcea
- Biserica „Sf. Treime” din Pojogi